# Onderbanken
Onderbanken (limburguès Óngerbenk) és un municipi de la província de Limburg, al sud-est dels Països Baixos. L'1 de gener del 2009 tenia 8.140 habitants repartits sobre una superfície de 21,24 km² (dels quals 0,07 km² corresponen a aigua). Limita al nord amb Selfkant i Gangelt (Alemanya), a l'oest amb Schinnen i al sud Brunssum.

## Centres de població
| Nucli      | Població |
| ---------- | -------- |
| Schinveld  | 4.960    |
| Merkelbeek | 1.720    |
| Bingelrade | 880      |
| Jabeek     | 740      |

També comprèn les parròquies d'Etzenrade, Op den Hering, Viel i Raath.

## Ajuntament
El consistori està compost de 13 regidors
- Democraten Onderbanken, 5 regidors
- Progressief Onderbanken, 4 regidors
- VVD 2 regidors
- CDA 2 regidors